# Dysdera pretneri
Dysdera pretneri är en spindelart som beskrevs av Christa L. Deeleman-Reinhold 1988. Dysdera pretneri ingår i släktet Dysdera och familjen ringögonspindlar. Inga underarter finns listade i Catalogue of Life.